# 5-Minute Dungeon
5-Minute Dungeon (deutsch „5-Minuten-Verlies“) ist ein schnelles, kooperatives Realtime-Legespiel, welches im Jahr 2018 vom Spieleverlag Kosmos veröffentlicht wurde. Innerhalb von fünf Minuten gilt es, gemeinsam mit seinen anderen Mitstreitern alle Monster, Hindernisse, Personen und Aktionen zu besiegen bzw. erfolgreich auszuführen. Dafür stehen verschiedene „Helden“ zur Verfügung, welche alle unterschiedliche Fähigkeiten, somit andere Stärken und Schwächen, mit sich bringen. Das Spiel besteht aus 250 Karten, fünf Spielertafeln und fünf Bosstafeln. Das Spiel befand sich bei der Wahl zum Spiel des Jahres 2018 auf der Empfehlungsliste.

## So funktioniert das Spiel
Um es erfolgreich durch den Dungeon zu schaffen und den jeweiligen Boss des Dungeons auszuschalten, benötigt man Ressourcenkarten. Jeder Spieler bekommt insgesamt 40 Karten; diese legt er auf den Nachziehstapel seines jeweiligen „Helden-Tableaus“, der Spielertafel. Es werden je nach Spieleranzahl zwischen drei und fünf Karten gezogen. Sollten Karten abgelegt werden (um Monster zu besiegen oder es tritt ein Ereignis ein), darf der Spieler seine Handkarten von seinem Nachziehstapel wieder auffüllen.
Auf dem Weg zum Boss stehen viele kleinere Dungeon-Karten zwischen dem Spieler und dem Boss. Erst wenn alle Dungeon-Karten beseitigt sind, dürfen die Spieler sich an den Boss wagen.
Um die Dungeon-Karten abzuwehren bzw. zu besiegen, müssen sie die jeweilige Bedingung der Dungeon-Karte erfüllen. So braucht es z. B. für den „Reizenden Schleim“ eine Ressourcenkarte vom Typ „Sprung“ und eine Ressourcenkarte vom Typ „Pfeil“. Erst wenn beide Ressourcenkarten auf den Tisch der Spieler abgeworfen werden, ist das Monster besiegt und die nächste Dungeon-Karte wird aufgedeckt.

## Die Helden
Im Grundspiel sind fünf Helden-Tableaus enthalten. Ein Helden-Tableau hat jeweils zwei verschiedene Helden, welche die gleichen Karten verwenden, jedoch unterschiedliche Spezialfähigkeiten haben. Um diese zu aktivieren, muss der jeweilige Spieler drei seiner Handkarten auf den Ablagestapel abwerfen. Jede Klasse beinhaltet alle Ressourcenkarten, von seiner eigenen Klasse (Zauberer & Magier z. B. blaue „Schriftrolle“-Ressourcenkarten) überdurchschnittliche viele. So kann man sich für verschiedene Bosse durch die jeweilige Klasse gut vorbereiten, sollte ein Boss etwa überdurchschnittlich viele blaue Ressourcenkarten benötigen.
Der Magier & Der Zauberer – beinhaltet sehr viele blaue „Schriftrolle“-Ressourcenkarten; mit ihren Fähigkeiten können sie entweder die Zeit anhalten oder direkt ein Hindernis überwinden.
Der Jäger & Die Waldläuferin – beinhaltet sehr viele grüne „Pfeil“-Ressourcenkarten; mit ihren Fähigkeiten können sie entweder einen Spieler vier Karten ziehen lassen oder eine Person ausschalten.
Der Ninja & Der Dieb – beinhaltet sehr viele lila „Sprung“-Ressourcenkarten; mit ihren Fähigkeiten können sie entweder selbst fünf Karten nachziehen oder direkt ein Hindernis überwinden.
Der Paladin & Die Walküre – beinhaltet sehr viele gelbe „Schild“-Ressourcenkarten; mit ihren Fähigkeiten können sie entweder jeden Spieler zwei Karten ziehen lassen oder eine Person ausschalten.
Der Krieger & Der Berserker – beinhaltet sehr viele rote „Schwert“-Ressourcenkarten; mit ihren Fähigkeiten können sie entweder ein Monster töten oder eine Person ausschalten.

## Ende des Spiels
Das Spiel endet, wenn
- alle Dungeon-Karten geschafft sind und der Boss besiegt ist (Sieg)
- kein Spieler mehr Karten von seinem Nachziehstapel ziehen kann (Niederlage)
- die fünf Minuten abgelaufen sind (Niederlage)

## Ziel des Spiels
Das Ziel des Spiels ist es, innerhalb von fünf Minuten alle Monster, Personen und sonstigen Hindernisse aus dem Weg zu räumen, um dann den Boss des Dungeons auszuschalten. Nach erfolgreichem Sieg gegen den Boss, „steigt“ man sozusagen eine Stufe auf und kann sich damit an den nächststärkeren Boss wagen. Insgesamt gibt es im Grundspiel fünf verschiedene Bosse.

## Belege
1. ↑  5-Minute Dungeon. BoardGameGeek, abgerufen am 9. Juni 2019.
2. 1 2  5-Minute Dungeon. Kosmos-Verlag, abgerufen am 9. Juni 2019.
3. ↑  5-Minute Dungeon. Spiel des Jahres, abgerufen am 17. Juni 2019.